# Войнович Володимир Миколайович
Володимир Миколайович Войнович (рос. Владимир Николаевич Войнович; 26 вересня 1932, Сталінабад, Таджицька РСР — 27 липня 2018, Москва) — російський поет, письменник і драматург, тривалий час перебував в еміграції (жив у Німеччині та США), дисидент. Також відомий як кіноактор, автор текстів пісень і маляр.

## Життєпис
Володимир Войнович народився 26 вересня 1932 року в Сталінабаді в родині журналіста, відповідального секретаря республіканської газети «Комуніст Таджикистану» і редактора обласної газети «Робітник Ходжента» Миколи Павловича Войновича (1905–1987), частково сербського походження, родом із повітового містечка Новозибків Чернігівської губернії (зараз Брянської області), і співробітниці редакції цих газет, а згодом учительки математики Розалії Колманівни (Климентіївни) Гойхман (1908–1978), родом з містечка Хащуватого Гайворонського повіту Херсонської губернії (нині село у Гайворонському районі Кіровоградської області України).
У 1941 році з нещодавно звільненим батьком і матір'ю переїхав до Запоріжжя. Після війни часто змінював місце проживання, працював пастухом, столяром, теслею, слюсарем і авіамеханіком.
Від 1950 року на 4 роки призивався до армії. Під час служби в Польщі В. М. Войнович намагався опанувати майстерністю віршування.
1956 року приїхав до Москви, двічі вступав до Літінституту, але так і не був прийнятий. Провчився півтора року в Московському педінституті (1957—59), їздив на цілину в Казахстан, де й написав свої перші прозові твори (1958).
У 1960 році влаштувався редактором на радіо. Незабаром написав вірші для пісні про космонавтів «Чотирнадцять хвилин до старту», що здобула всесоюзну популярність. Войнович — автор текстів до понад 40 пісень.
Публікація повісті «Ми тут живемо» (час. «Новий світ» № 1 за 1961 рік) сприяла зміцненню слави письменника.
Від 1962 Володимир Войнович був членом Спілки письменників СРСР. Роман «Життя і надзвичайні пригоди солдата Івана Чонкіна», писався починаючи від 1963 року, став відомим завдяки самвидаву. Першу частину твору було опубліковано (без дозволу автора) 1969 року у Франкфурті-на-Майні, повністю книга побачила світ лише 1975 року в Парижі.
Наприкінці 1960-х В. М. Войнович брав активну участь у русі за права людини, що неминуче викликало конфлікт із владою. За свою правозахисну діяльність і висвітлення у творах радянської дійсності в сатиричному руслі письменник піддавався переслідуванням — 1974 року виключений зі Спілки письменників СРСР, натомість прийнятий у члени ПЕН-клубу у Франції.
У 1975 році після публікації «Чонкіна» за кордоном Войнович був викликаний для бесіди у КДБ, де йому запропонували видаватися в СРСР. Для обговорення умов зняття заборони на видання окремих його робіт відбулася друга зустріч — цього разу в номері 408 готелю «Метрополь», де письменник був отруєний невідомим спецпрепаратом, після чого тривалий час погано себе почував, що позначилося на його роботі над продовженням «Чонкіна». Після даного інциденту Войнович написав відкритого листа тодішньому керівникові КДБ радянської держави Андропову й низку звернень до закордонних ЗМІ.
У 1980 році Володимир Войнович був змушений емігрувати з СРСР. Від 1981 року він був позбавлений радянського громадянства згідно з указом Президії Верховної Ради СРСР, яке згодом, по 10 роках, уже згідно з указом М. Горбачова було йому повернуто.
У 1980—92 роках В. Войнович жив у ФРН, потім у США. Співпрацював з радіо «Свобода».
Володимир Войнович займався також живописом — перша його персональна виставка відкрилася 5 листопада 1996 року в московській галереї «Асти».
У 1993 році Володимира Миколайовича Войновича було удостоєно Премії Баварської Академії мистецтв, у наступному (1994) році — премія фонду «Знамя», у 1996-му — премії «Тріумф».
У 2000 році В. Войновичу присуджено Державну премію Російської Федерації.

## Громадянська позиція
2002 року письменнику вручено Премію ім. А. Д. Сахарова «За громадянську мужність письменника».
Під час російської інтервенції в Україну в березні 2014 року разом з іншими російськими діячами культури підписав звернення проти агресивної політики Кремля та висловив жаль із приводу підтримки цієї політики частиною російської інтелігенції:.
| Очевидно, ними керує той вид патріотизму, при якому бажано в когось відхопити щось і показати кузькіну мать, що ми такі сильні. Бажання легкої перемоги над кимось. Це було завжди, це повторювалося багато разів, просто ми з вами цього не бачили. Але це було, коли почалася Перша світова війна й був патріотичний чад, а потім справа кінчилася повним розчаруванням. |
25 лютого 2015 року Володимир Войнович написав відкритого листа до Володимира Путіна, опублікованого на сайті «Відкрита Росія»:

| Пане Президенте! Якщо молода українська героїня Надія Савченко помре в російській в'язниці від голоду, це, можливо, ніяк не образить почуття вашого електорату. Але вам слід подумати про те, яке враження це справить на світову громадську думку. Цілком можливо й легко передбачувано, що вона відреагує на це навіть гостріше, ніж на приєднання Криму й війну на Донбасі. Люди так улаштовані, що іноді смерть однієї людини приголомшує їх більше, ніж загибель сотень на полі бою. Ставлення до вас за межами нашої країни й зараз незавидне, але після смерті Савченко вам краще буде не з'являтися в столицях західних держав. Натовпи людей зустрічатимуть вас образливими вигуками і киданням у вас чим-небудь таким, що погано пахне. А ім'я Савченко стане називним. Про неї будуть складати легенди, писати книги, знімати фільми й називати її ім'ям вулиці й площі. Будь ласка, не ганьбіть зайвий раз себе й Росію і не допустіть загибелі цієї відважної жінки. Судячи з дурості звинувачень, які їй пред'явлено, вона повинна бути просто звільнена.[3][4]Оригінальний текст (рос.) Господин Президент! Если молодая украинская героиня Надежда Савченко умрет в российской тюрьме от голода, это, может быть, никак не оскорбит чувства вашего электората. Но вам следует подумать о том, какое впечатление это произведет на мировое общественное мнение. Вполне возможно и легко предсказуемо, что оно отреагирует на это даже острее, чем на присоединение Крыма и войну в Донбассе. Люди так устроены, что иногда смерть одного человека потрясает их больше, чем гибель сотен на поле боя. Отношение к вам за пределами нашей страны и сейчас незавидное, но после смерти Савченко вам лучше будет не появляться в столицах западных государств. Толпы людей будут встречать вас оскорбительными выкриками и швырянием в вас чем-нибудь дурно пахнущим. А имя Савченко станет нарицательным. О ней будут слагать легенды, писать книги, снимать фильмы и называть ее именем улицы и площади. Пожалуйста, не позорьте лишний раз себя и Россию и не допустите гибели этой отважной женщины. Судя по вздорности обвинений, которые ей предъявлены, она должна быть просто освобождена. |
У травні 2018 приєднався до заяви російських літераторів на захист українського режисера Олега Сенцова, незаконно засудженого в РФ.

## Смерть
Помер 27 липня 2018 року на 86 році життя від серцевого нападу в Москві.
Похований 30 липня на Троєкурівському цвинтарі Москви.

## Вибрані твори
- «Хочу быть честным» (1963);
- «Два товарища» (1967);
- «Жизнь и необычайные приключения солдата Ивана Чонкина» (1963—70, опубл. 1974);
- «Степень доверия» (1972);
- «Путем взаимной переписки» (1973);
- «Иванькиада» (1976);
- «Претендент на престол: Новые приключения солдата Ивана Чонкина» (1979);
- «Антисоветский Советский Союз» (1985);
- «Москва 2042» (1986);
- «Шапка» (1988);
- «Замысел» (1994);
- «Монументальная пропаганда» (2002);
- «Портрет на фоне мифа» (2002);
- «Перемещённое лицо» (3-я частина трилогії про Чонкіна, 2007).